# Evergestis russulatalis
Evergestis russulatalis là một loài bướm đêm trong họ Crambidae.